# Cazaquistão nos Jogos Olímpicos de Inverno de 1994
O Cazaquistão participou dos Jogos Olímpicos de Inverno de 1960, em Lillehammer, na Noruega.